# Oriol Illa i Garcia
Oriol Illa i Garcia (Barcelona, 1973) és un politòleg català.
Es llicencià en ciències polítiques i de l'administració per la UAB, màster en Direcció Financera per la UPF i es va diplomar en Alta Funció Directiva per l'Escola d'Administració Pública de Catalunya. Entre el 1996 i el 2000 va ser membre de la Permanent del Moviment per la Pau-Associació d'Objectors de Consciència. Després va ser president del Consell Nacional de la Joventut de Catalunya entre el 2001 i el 2003. Posteriorment, del 2003 al 2007, va ser cap de gabinet de la segona tinença d'alcaldia de l'Ajuntament de Barcelona, una professió que compatibilitzaria amb la presidència de d'Acció Escolta de Catalunya (2004-2005). Entre 2006 al 2010 va ser director de Vicepresidència del Govern de la Generalitat de Catalunya. El 2011 fou nomenat director de la Fundació Francesc Ferrer i Guàrdia, un càrrec que tindria fins al 2015. El 2012 va entrar a la junta directiva de la Taula d'entitats del Tercer Sector Social de Catalunya com a responsable de l'àrea d'internacionalització i en va ser president des del 2015 fins a la seva dimissió el 2017 juntament amb tota la junta per forçar-ne la renovació. Al capdavant de la Taula del Tercer Sector la seva primera demanda va ser que una part de la taxa turística repercutís en les entitats socials. És membre del Consell Rector de la cooperativa ENCÍS i patró de la Fundació Hàbitat3. Va ser nomenat director de l'Àrea d'Internacional i Cooperació de l'Àrea Metropolitana de Barcelona el febrer de 2016.

## Obres
- Idees perilloses (Edicions Els Llums), 2014, ISBN 978-84-15526-32-2 en que defensa els conceptes de progrés, laïcitat i democràcia enfront del discurs hegemònic neoliberal.[10]
- Cròniques d'indignació (Editorial El Clavell), 2012, ISBN 978-84-89841-85-7
- Independentisme català. Entre el símbol i la institució (Angle Editorial), 2010, ISBN 978-84-15002-22-2, premi d'Assaig Irla 2010.
- coautor del llibre Objecció; la revolta pacifista (Neopàtria),1998, ISBN 84-83004-54-2